# Дэниел Мартин (роман)
«Дэниэл Мартин» — роман Джона Фаулза. Он был издан в 1977 году и может рассматриваться как описание жизни героя. Повествование ведётся от первого и третьего лица. Задействованы различные литературные методы, такие как рассказ или воспоминание. Автор утверждает, что роман посвящён «английскости» — тому, что представлял собой английский язык во второй половине XX века.

## Сюжет
На дворе 1970-е годы. Уроженец Девона, выпускник Оксфордского университета, бывший драматург, а ныне голливудский сценарист среднего возраста Дэниел Мартин заканчивает работу над новым фильмом. Его очередная любовница, молодая, красивая и умная Дженни, играет в фильме главную роль. Несмотря на кажущуюся успешность, Дэниэла гложет неудовлетворенность собственной жизнью. Внезапно отворяется калитка в стене – телефонный звонок призывает Дэниэла в Англию, чтобы повидаться с умирающим университетским другом Энтони. Возвращение на родину приносит много неожиданностей, среди которых и просьба умирающего Энтони присмотреть за его женой Джейн, с которой Дэниела связывала не только крепкая юношеская дружба, но и глубоко запрятанная взаимная любовь. Детские воспоминания, встречи с друзьями юности, бывшей женой и уже взрослой дочерью, умные и откровенные письма Дженни приводят к переосмыслению собственной жизни. Чтобы выполнить данное Энтони обещание, Дэниел уговаривает Джейн совершить круиз по Нилу, во время которого он осознает важность её роли в своей жизни и находит способ пробиться сквозь броню давно утратившей внутреннее равновесие Джейн.

## Список персонажей
| Персонаж      | Информация                        |
| ------------- | --------------------------------- |
| Дэниэл Мартин | Главный герой                     |
| Нелл          | Его бывшая жена                   |
| Джейн         | Сестра Нелл, возлюбленная Дэниэла |
| Энтони        | Муж Джейн, друг Дэниэла           |
| Каро          | Дочь Дэниэла и Нелл               |
| Дженни        | Подруга Дэниэла из Шотландии      |

## Основные темы
Роман можно считать автобиографическим. Джон Фаулз говорил в интервью: «В "Дэниэле Мартине", в котором я описываю путешествие по всей Америке, я, наверное, показал себя более, чем где-либо ещё».
Описывая отношения между главными героями, Фаулз касается таких тем, как эстетика, философия кино, археология, империализм и различия между Великобританией и Соединёнными Штатами.

## Литературное значение и оценка романа
Роберт МакКрам писал «Американская литературная критика приветствует "Дэниэла Мартина". Английские критики убили его».  В своей статье в The New York Times Уильям Х. Причард высказал мнение: «Этот новый амбициозный роман должен быть назван лучшим произведением на сегодняшний день, в котором вымышленные события и герои удивительно переплетаются с фактами». 

## В России
В России книга вышла в 2001 году в издательстве "Эксмо" тиражом 4000 экземпляров (переводчик И.М. Бессмертная).